# Vladimirs Draguns
Vladimirs Draguns (13 dicembre 1972) è un ex calciatore lettone, di ruolo centrocampista.

## Carriera

### Club
Ha cominciato la sua carriera nel campionato sovietico di calcio, vestendo la maglia del Pārdaugava; con la stessa maglia nel 1992 ha giocato il primo campionato lettone di calcio dopo la ritrovata indipendenza della Lettonia.
Nel biennio 1993-1994 ha giocato per lo Skonto (vincendo un campionato) e per la sua formazione riserve, l'Interskonto, migrando a metà stagione in Estonia al Sadam Tallinn
Dal 1995 è tornato in Lettonia, giocando prima per l'Amstrig Rīga e poi per l'Universitāte Riga.
Dal 1997 ha giocato per cinque stagioni con il Metalurgs Liepāja.
Nel 2002 passò all'Auda Ķekava.
Nello stesso anno andò a chiudere la carriera in Slovacchia giocando per il Artmedia Petržalka.

### Nazionale
Ha disputato tre partite con la nazionale lettone, tutte amichevoli e nel 1998.

## Statistiche

### Cronologia presenze e reti in nazionale
| Cronologia completa delle presenze e delle reti in nazionale ― Lettonia | Cronologia completa delle presenze e delle reti in nazionale ― Lettonia | Cronologia completa delle presenze e delle reti in nazionale ― Lettonia | Cronologia completa delle presenze e delle reti in nazionale ― Lettonia | Cronologia completa delle presenze e delle reti in nazionale ― Lettonia | Cronologia completa delle presenze e delle reti in nazionale ― Lettonia | Cronologia completa delle presenze e delle reti in nazionale ― Lettonia | Cronologia completa delle presenze e delle reti in nazionale ― Lettonia |
| Data                                                                    | Città                                                                   | In casa                                                                 | Risultato                                                               | Ospiti                                                                  | Competizione                                                            | Reti                                                                    | Note                                                                    |
| ----------------------------------------------------------------------- | ----------------------------------------------------------------------- | ----------------------------------------------------------------------- | ----------------------------------------------------------------------- | ----------------------------------------------------------------------- | ----------------------------------------------------------------------- | ----------------------------------------------------------------------- | ----------------------------------------------------------------------- |
| 26-6-1998                                                               | Pärnu                                                                   | Andorra                                                                 | 0 – 2                                                                   | Lettonia                                                                | Amichevole                                                              | -                                                                       |                                                                         |
| 19-8-1998                                                               | Reykjavík                                                               | Islanda                                                                 | 4 – 1                                                                   | Lettonia                                                                | Amichevole                                                              | -                                                                       | 52’                                                                     |
| 10-11-1998                                                              | Tunisi                                                                  | Tunisia                                                                 | 3 – 0                                                                   | Lettonia                                                                | Amichevole                                                              | -                                                                       | 24’                                                                     |
| Totale                                                                  |                                                                         | Presenze                                                                | 3                                                                       |                                                                         | Reti                                                                    | 0                                                                       |                                                                         |

## Palmarès
- Campionato lettone: 1

Skonto: 1993,